# Phormion (banquier)
Pour les articles homonymes, voir Phormion.
Phormion, en grec ancien Φορμίων  (vers -415 - vers -340) est un riche banquier athénien, ancien esclave acquis par Pasion (il n'était pas « né à la maison », mais était « un barbare acheté au marché »). Il reprend vers 371 les affaires de son maître contre versement d'un loyer aux deux fils de Pasion. Tout aussi talentueux que son maître, il obtient la citoyenneté athénienne vers -360.